# Чемпионат Европы по конькобежному спорту 1896
Чемпионат Европы по конькобежному спорту 1896 года — четвёртый чемпионат Европы, который прошёл 29 января 1896 года в Гамбурге (Германия). Чемпионат проводился на четырёх дистанциях: 500 метров — 1500 метров — 5000 метров — 10000 метров. Впервые на чемпионате Европы были разыграны награды на 10-километровой дистанции. В соревнованиях принимали участие только мужчины — 5 конькобежцев из 2-х стран. Абсолютным победителем чемпионата Европы стал Юлиус Сейлер из Германии. С 1896 по 1907 года титул чемпиона Европы присваивался только в том случае, если конькобежец выигрывал две дистанции из четырёх. Если у двух участников такой результат, решающей становилась меньшая сумма времени.

## Результаты чемпионата
| место | спортсмен         | страна   | 500 м    | 1500 м     | 5000 м      | 10000 м     |
| ----- | ----------------- | -------- | -------- | ---------- | ----------- | ----------- |
| 1     | Юлиус Сейлер      | Германия | 53,2 (1) | 2.39,6 (1) | 9.55,0 (1)  | 20.00,8 (1) |
| (2)   | Вильхельм Хени    | Норвегия | 56,4 (2) | 2.53,2 (3) | 11.00,2 (3) | 22.52,8 (3) |
| (3)   | Юлиус фон Сальзен | Германия | 59,6 (4) | 3.08,0 (5) | 11.16,8 (4) | 23.00,2 (4) |
| Б/М   | Альфред Лауэнбург | Германия | 56,6 (3) | 3.04,6 (4) | 10.59,6 (2) | Н/Ф         |
| Б/М   | Педер Эстлунд     | Норвегия | -        | 2.42,6 (2) | -           | 20.26,6 (2) |

## Ссылка
Сайт SkateResults.com, анг.